# Charlotte Sullivan

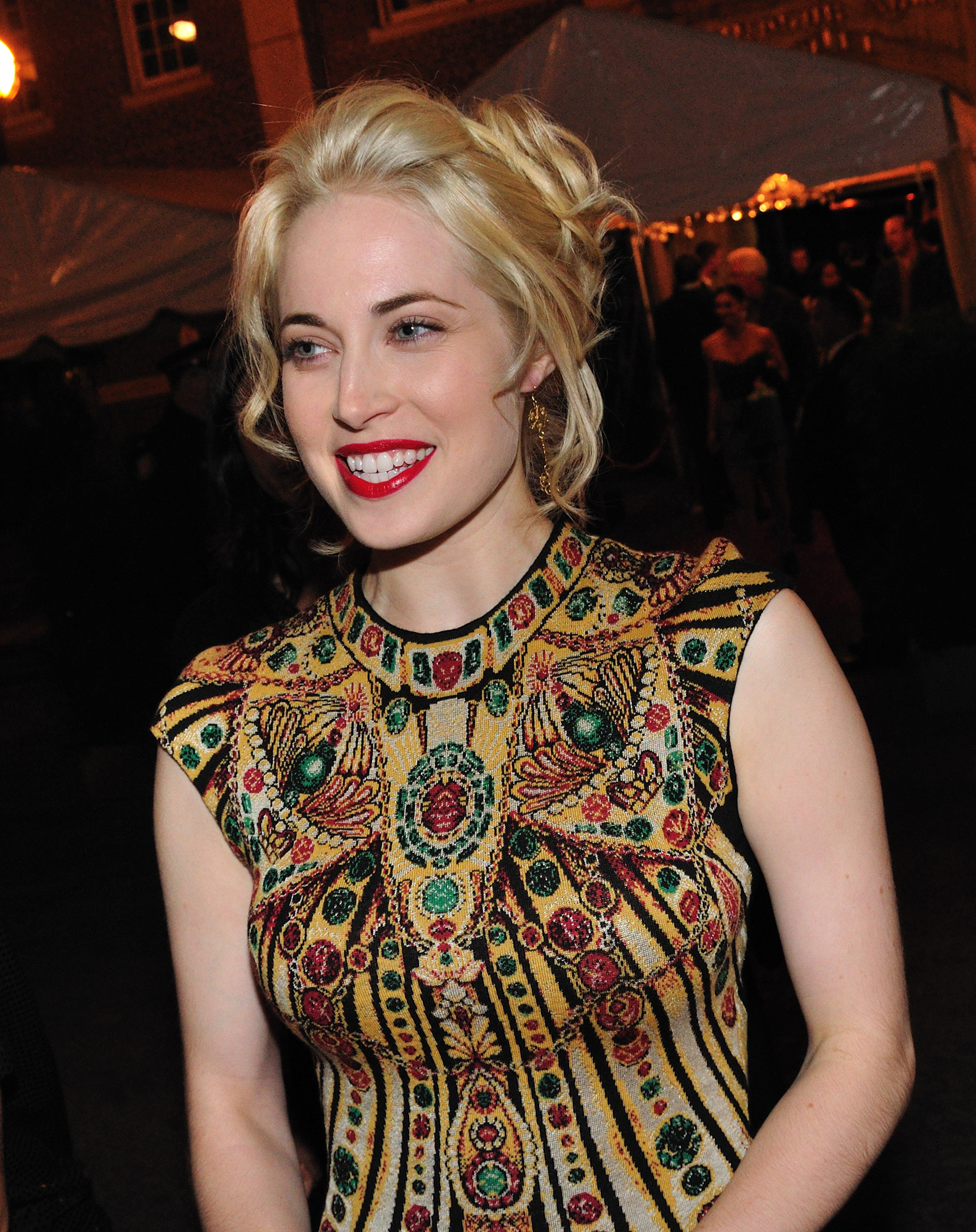
Charlotte Sullivan (Toronto Film Festival 2010)

Charlotte Sullivan (* 21. Oktober 1983 in Toronto, Ontario, Kanada) ist eine kanadische Schauspielerin.

## Leben
Charlotte Sullivan debütierte 1996 als Schauspielerin in mehreren kleinen Rollen in unterschiedlichen Produktionen, darunter Die Legende von Gatorface, Harriet, die kleine Detektivin und eine Folge in der Fernsehserie Kung Fu – Im Zeichen des Drachen. Nach ihrem Abschluss an der Runnymede High School konzentrierte sie sich komplett auf ihre Schauspielkarriere und war seitdem in Filmen wie Das Haus nebenan, Defendor und Der Schrei der Eule zu sehen. Von 2010 bis 2015 spielte sie in der kanadischen Fernsehserie Rookie Blue die Figur der Gail Peck.

## Filmografie (Auswahl)

### Filme
- 1996: Die Legende von Gatorface (The Legend of Gator Face)
- 1996: Harriet, die kleine Detektivin (Harriet the Spy)
- 1998: Bram Stoker: Dark World (Shadow Builder)
- 1999: Wenn Liebe tötet (The Wrong Girl)
- 2003: Beautiful Girl – Schwer in Ordnung (Beautiful Girl)
- 2003: How to Deal – Wer braucht schon Liebe? (How to Deal)
- 2005: Ein Mann für eine Saison (Fever Pitch)
- 2006: Das Haus nebenan (The House Next Door)
- 2006: Population 436
- 2009: Defendor
- 2009: Der Schrei der Eule (The Cry of the Owl)
- 2009: Alice im Wunderland (Alice, Fernsehzweiteiler)
- 2011: Gangsters (Edwin Boyd: Citizen Gangster)
- 2013: The Colony – Hell Freezes Over (The Colony)
- 2013: Deja View
- 2014: Parachute
- 2016: Mr. Write
- 2017: Radius – Tödliche Nähe (Radius)
- 2019: 12 Pups of Christmas
- 2021: Two for the Win

### Serien
- 1996: Kung Fu – Im Zeichen des Drachen (Kung Fu: The Legend Continues, Folge 4x21)
- 1997: The New Ghostwriter Mysteries (2 Folgen)
- 1999: Jett Jackson (Folge 1x09)
- 1999: Are You Afraid of the Dark? (Folge 6x07)
- 2004–2005: This Is Wonderland (2 Folgen)
- 2005: Puppets Who Kill (2 Folgen)
- 2007: Across the River to Motor City (6 Folgen)
- 2008: M.V.P. (8 Folgen)
- 2008: Smallville (Folge 8x04)
- 2008–2013: Murdoch Mysteries (2 Folgen)
- 200: Alice (2 Folgen)
- 2010–2015: Rookie Blue (74 Folgen)
- 2011: Die Kennedys (The Kennedys, Folge 1x07)
- 2013: Blue Bloods (Folge 3x21)
- 2015: Saving Hope (2 Folgen)
- 2016–2017: Chicago Fire (10 Folgen)
- 2017: The Disappearance (4 Folgen)
- 2017–2019: Mary Kills People (11 Folgen)
- 2028: Frankie Drake Mysteries (Folge 1x08)
- 2018: Caught (4 Folgen)
- 2019: Hudson & Rex (Folge 2x03)
- 2021: Wynonna Earp (Folge 4x12)
- 2021: Law & Order: Organized Crime (7 Folgen)
- 2021: Coroner – Fachgebiet Mord (Coroner, 2 Folgen)
- 2022: Pretty Hard Cases (7 Folgen)
- 2023: So Help Me Todd (Folge 1x14)
- 2024: FBI (3 Folgen)